# منتخب يوغوسلافيا لكرة القدم للسيدات
منتخب يوغوسلافيا لكرة القدم للسيدات  هو ممثل يوغوسلافيا الرسمي في المنافسات الدولية في كرة القدم للسيدات
.